# Campionato italiano maschile di pallanuoto 1909
Il campionato italiano 1909 è stata la 8ª edizione non riconosciuta dalla FIN del campionato italiano maschile di pallanuoto. Il torneo, un girone all'italiana composto da tre squadre, si tenne in una sola giornata, domenica 10 giugno, presso lo stabilimento delle Acque Albule a Tivoli. Vi presero parte la Podistica Lazio, campione in carica, la Rari Nantes Roma e la formazione del 1º Dipartimento della Regia Marina de La Spezia.
La vittoria andò alla Lazio che vinse entrambi gli incontri disputati. Al secondo posto si piazzò la compagine spezzina che superò la RN Roma.

## Classifica
|  |    | Classifica finale 1909 | Pt | G | V | N | P | GF | GS | DR |
|  | -- | ---------------------- | -- | - | - | - | - | -- | -- | -- |
|  | 1. | Lazio                  | 4  | 2 | 2 | 0 | 0 | 0  | 0  | 0  |
|  | 2. | Marina Spezia          | 2  | 2 | 1 | 0 | 1 | 0  | 0  | 0  |
|  | 3. | RN Roma                | 0  | 2 | 0 | 0 | 2 | 0  | 0  | 0  |

## Verdetti
- Podistica Lazio Campione d'Italia 1909